# Bondebacka (Motala)
Bondebacka är en före detta gård i Motala, Östergötlands län.

## Från Vadstena kloster till hästkrögarehemman och rustmästareboställe
Av Vadstena klosters jordebok år 1500 framgår att klostret ägde Bondebacka förutom 10 gårdar i Motala by samt Hårstorp, en gård i Duvedal, två gårdar i Biskops Motala, en gård i Vara, med flera, samt ett antal kvarnar i Motala ström.. I samband med reformationen 1527 indrogs Bondebacka och andra klosterhemmanen till Kronan.
Vid slutet av 1600-talet var Bondebacka ett så kallat hästkrögarehemman. Detta innebar att man skulle hjälpa krögaren i Motala med att ta emot resande och släppa till skjutshästar när krögarens egna resurser inte räckte. 
Från år 1700 var Bondebacka rustmästareboställe. Den förste rustmästaren tillfångatogs vid Poltava 1709 och återkom till Sverige 1722 där han fick bo på Vadstena Krigsmanshus till sin död.

## Bondebacka festplats
Under 1900-talets början fanns en populär festplats och dansbana i Bondebacka där artister som Gösta Ekman den äldre uppträdde. Publiken i Bondebacka kunde uppgå till ett par tusen personer. I mitten av 1930-talet upphörde verksamheten då festplatsen i Bondebacka inte längre kunde hävda sig gentemot den utbyggda Folkets Park.

## Motala Rundradiostation på Bondebacka
År 1927 togs den på Bondebackas åkrar uppförda Motala Rundradiostation i bruk. Byggnaden inhyser idag Sveriges Rundradiomuseum. Motala stad köpte 1961 återstoden av gården. Den brukades fram till 1968. 

## Hembygdsgård och föreningsgård
År 1970 blev gården hembygdsgård i Motala Musei- och hembygdsförenings regi. Sedan år 2000 används Bondebacka som föreningsgård. Föreningar som är verksamma där är Motala Scoutkår och Motala Friluftsfrämjande med aktiviteter för främst barn och ungdom. Motala biologiska förening förvaltar örtagården och i en flygelbyggnad har Motala biodlareförening sina lokaler.